# Чанадски санџак
Чанадски санџак (тур. Çanad sancağı) је био санџак (административних јединица) Османског царства, са центром у тврђави Чанад, у доњем Поморишју. Основан је средином 16. века, у време турског освајања Темишвара (1551-1552). Налазио се у саставу Темишварског пашалука, а обухватао је подручје бивше угарске Чанадске жупаније (шири простор око тромеђе данашњих држава Србије, Румуније и Мађарске). Чанадски санџак је укинут 1707. године, а његова територија је прикључена Темишварском санџаку. На подручју овог санџака живели су Срби, Мађари и Румуни, а такође и Турци. Становништво је било претежно православне и римокатоличке вероисповести, а у већим местима живео је и знатан број муслимана.

## Историја
Након турског освајања Београда (1521) и угарског пораза у Мохачкој бици (1526), стара Чанадска жупанија је била изложена све чешћим турским упадима. У септембру 1551. године, главни жупанијски град Чанад пао је по први пут у руке Турака, који су непосредно пре тога запосели оближње градове Галад, Бечеј и Бечкерек, где су поставили и првог санџак-бега. Иако је Чанад већ крајем исте године враћен под угарску власт, коначно турско освајање тог града извршено је током наредне 1552. године, у време великог похода на Темишвар. Од тада се усталио и назив за Чанадски санџак, у чији су састав улазиле четири нахије: Чанадска, Галадска, Бечејска и Бечкеречка.
За време великог српског устанка који је на просторима Темишварског пашалука избио током 1593. године, устаничка војска је у пролеће 1594. године продрла и на подручје Чанадског санџака, освојивши том приликом и Бечкерек, али ослобођене области су већ у лето исте године поново пале у турске руке.
За време Бечког рата (1683-1699), подручје овог санџака било је почевши од 1686. године захваћено српским народним устанком, под заповедништвом капетана Новка Петровића. Иако је знатан део тог подручја ослобођен, под хабзбуршку власт је по слову Карловачког мира (1699) трајно потпао само најсевернији део овог санџака, на десној (северној) обали Мориша. Преостали део остао је под османском влашћу. Приликом управне реорганизације, Чанадски санџак је 1707. године укинут и прукључен Темишварском санџаку.